# اللغة اليابانية الهجين بيوكوهاما
اللغة اليابانية الهجين بيوكوهاما أو اليوكوهامية هي لغة هجين مبنية على اللغة اليابانية كانت تستعمل بمنطقة يوكوهاما في أواخر القرن 19 للتواصل بين السكان اليابانيين والأجانب. يوعود أصل معظم كلمات اللغة الهجين بيوكوهاما إلى كتاب توجيهي ساخر أصدره «هوفمان أتكينسون» سنة 1879 تحت اسم تمارين في لهجة يوكوهاما.
رمز غلوتو لهذه اللغة هو "yoko1234".